# 生僻字
生僻字又稱冷僻字、僻字、罕用字、奇字，泛指現代漢語中因使用率极低被排除在常用字外、甚至音義均難以考證的漢字，故也被稱作死字。僻字在古詩中押韻的位置出現時，被稱為「險韻」。
很多生僻字属于異體字，其字意思与相应的现代常用字相通，甚至读音（至少中古汉语发音）也相同，是一个字的不同写法，比如“槍”和“鎗”、“裤”和“袴”、“碰”和“掽”、“纖”和“孅”、“磷”和“燐”、“坡”和“陂”等。这类生僻字通常是人名（比如武则天自称的“曌”字）、地名（比如亹源、石埭、盩厔等）或某些古書中出現過的字，一般的字典因为篇幅限制都不會收錄這些字。早期的電腦漢字編碼字库（比如GB 2312）也不能覆蓋所有生僻字，因此經常產生罕見人名、地名用字無法錄入的情況，使得用户不得不借用读音相近的汉字代替。
現代的生僻字在古代未必真是生僻，而是民间日常用语和白话文中的常用字，但因为文人在传统上对书面语有一些政治正确忌讳（通常是对粗话和性器官的避讳），这使得一些很不文雅但其实在古代并不一定生僻的字反而变成了现代的生僻字，比如“肏”（在现代通常被“操”替代）、“屄”（被“逼”替代）、“屌”（被“鸟”或“弔”替代）等。此外，在汉字简化过程中一些繁体字因为被合用简体字也变得生僻，比如在中国大陆因被简化为“烟”（的简体）而变成了生僻字。
许多现代的常用字也来源于古代的生僻字。其中一些更是仅仅借用了字形写法，字意则被完全改变，比如明朝皇族为起名所造出的“镭”、“釙”、“鈰”、“铬”、“钠”、“镁”、“钚”、“钾”、“锌”、“钛”、“锂”、“汞”等字，在近代被用来翻译元素周期表上的化学元素；“囧”字的本義是窗戶明亮透明，在互联网时代则被用作拟态的表情符号，代表失意、哭笑不得等精神状态；“兲”被用於批評、諷刺政府；“巭孬嫑夯莪”被当作会意字以吐槽、讽刺，都是“僻字新用”的例子。

## 生僻字的處理
古今均有不少人的姓名中包含生僻字。在古代，由於避諱的傳統，很多人都會使用僻字來避免麻煩他人，不少皇帝的名字包含生僻字就是為了避免擾民。
歷史上，中國和日本均有地名漢字因生僻難認被取代的情況（包括民間約定俗成的和政府干預的）。中華人民共和國官方更曾於上世紀50、60年代大批替換地名生僻字。包含生僻字的地名如果要錄入電腦或製成標誌，常見的處理方法有替換和造字。如广州地铁西朗（塱）站，由於「塱」未收入電腦漢字編碼，被直接替換成「朗」，但該做法引起了極大爭議，多年後該站最終得以恢復正名，還有像「廍」字，也常被「廓」、「部」代替。其他未收錄的地名用字，如「磘」，也被「瑤」、「嗂」代替。後來的佛山地铁的𧒽崗站吸取了該經驗教訓，動用了電腦造字，不過某些場合下「𧒽」還是難免被替換成其他字。
中華民國教育部於1983年公佈《罕用字體表》，收18480字，另有附錄18字，補遺74字。然而，在電腦普及的現代，很多生僻字卻並未收入Unicode，電腦無法輸入這些漢字。如果姓名中包含生僻字導致不能正常錄入，將會導致辦理銀行業務、護照等時出現麻煩，徹底的解決方法只有改名。日本有規定人名用漢字必須為「常用平易的文字」，施行規則中規定為「常用漢字」、「人名用漢字」或假名，避免了姓名中僻字難處理的情況，但也引起了一些爭議。
由於存在種種麻煩，中國大陸官方曾於2003年嘗試制定《人名规范用字表》，規模約1.2萬字，但最終在爭議聲中不了了之。目前中國雖然不禁止使用生僻字取名，但不少專家、媒體強烈建議父母給子女取名時不要使用生僻字，甚至有人呼籲制定規定限制人名漢字的範圍。但也有不少人反駁，認為中國語言文化正是在一些名字裡传承，限用生僻字是對傳統文化的不尊重，而且電腦應該為人服務，為了電腦而改名是「本末倒置」。

## 範例
|    | 簡體   | 汉语拼音 | 注音符號       | 粵語拼音  | 註                                                                                            |
| -- | ------ | -------- | -------------- | --------- | --------------------------------------------------------------------------------------------- |
| 犇 | 犇     | bēn      | ㄅㄣ           | ban1      | 「奔」的異體字，用於人名。                                                                    |
|    |        | biāo     | ㄅㄧㄠ         | biu1      | 眾馬奔馳的意思。                                                                              |
| 鄜 | 鄜     | fū       | ㄈㄨ           | fu1       | 地名用字：鄜州、鄜縣（今作「富縣」）                                                          |
| 滘 | 滘     | jiào     | ㄐㄧㄠˋ        | gaau3     | 珠三角地名用字，常用「窖」代替。 例：香港有大埔滘；佛山市有北滘。                             |
|    | 不適用 | kān      | ㄎㄢ           | hon1/hon2 | 「刊」的古字。                                                                                |
| 磡 | 磡     | kàn      | ㄎㄢˋ          | ham3      | 本義為岩崖下边的地方。香港有紅磡。                                                            |
| 𧒽 | 𧒽     | léi      | ㄌㄟˊ          | leoi1     | Unicode擴展漢字。佛山有𧒽崗。                                                                 |
| 龗 | 龗     | líng     | ㄌ一ㄥˊ        |           | 龍；神靈；良善。                                                                              |
| 雫 | 雫     | nǎ/xiá   | ㄋㄚˇ／ㄒㄧㄚˊ | no5/haa⁴  | 漢語死字，義未詳。 “霞”的二簡字。 日語中是人名用漢字，音「しずく」（Shizuku），義為「水滴」。 |
| 潟 | 潟     | xì       | ㄒㄧˋ          | sik1      | 盐碱地。日本新潟常被誤作「新瀉」。                                                            |